# AERエンゲニェイロ・ベウトロン
アソシアソン・エスポルチーヴァ・レクレアチーヴァ・エンジェニェイロ・ベウトロン（ポルトガル語: Associação Esportiva Recreativa Engenheiro Beltrão）は、ブラジル・パラナ州エンジェニェイロ・ベウトロンを本拠地とするサッカークラブ。

## 歴代所属選手
- マルコス・ダニーロ・パジーリャ 2006
- パウロン 2009